# Plac Zamkowy w Warszawie

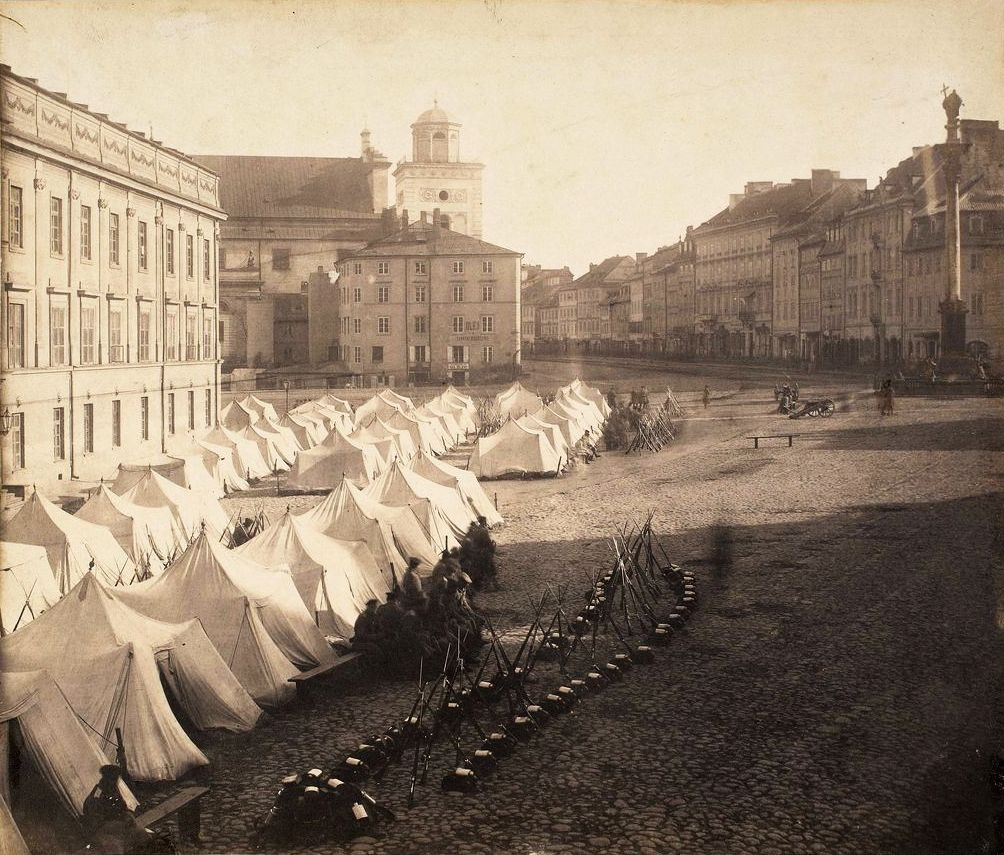
Plac Zamkowy, 1861

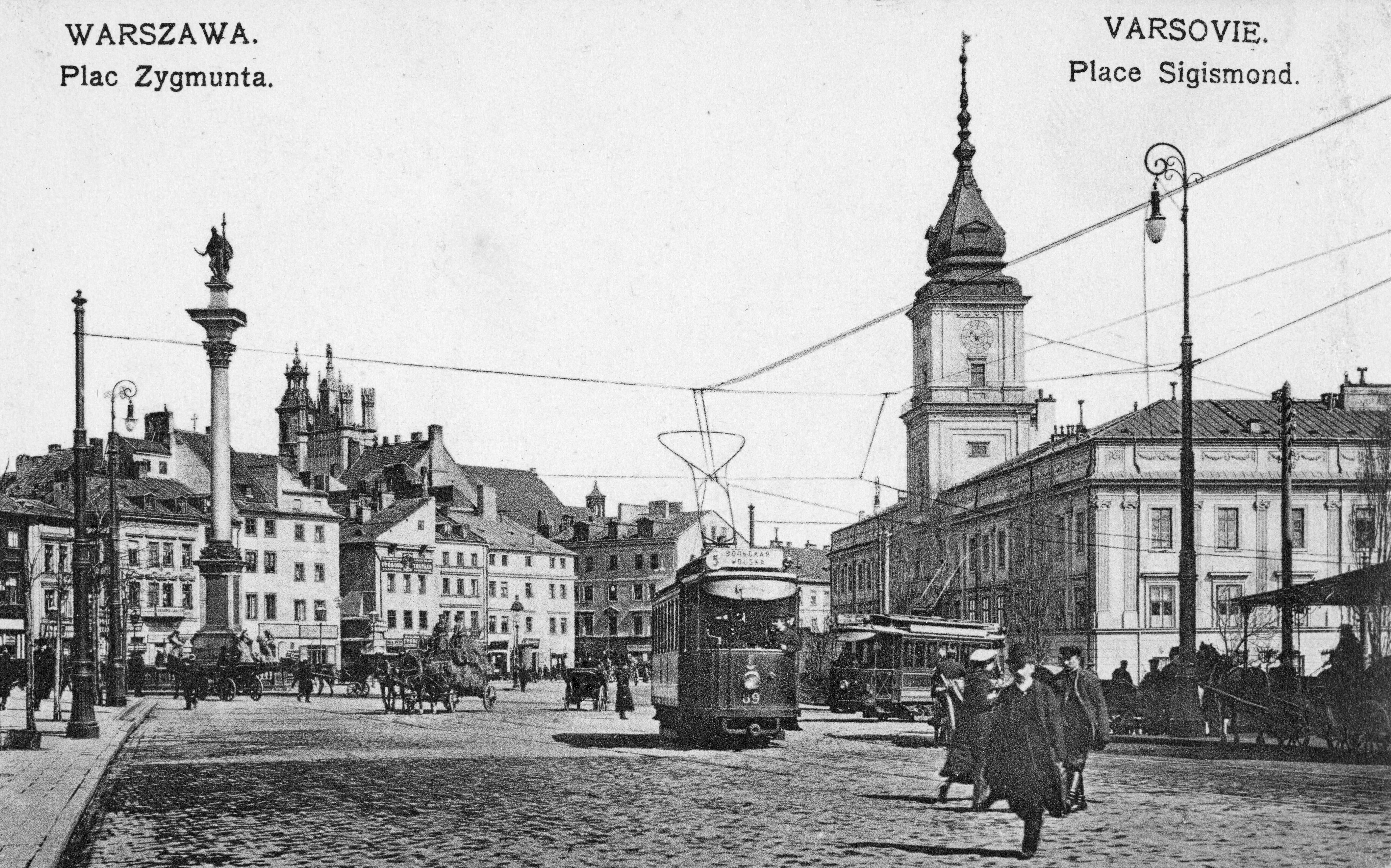
Plac Zamkowy, ok. 1910

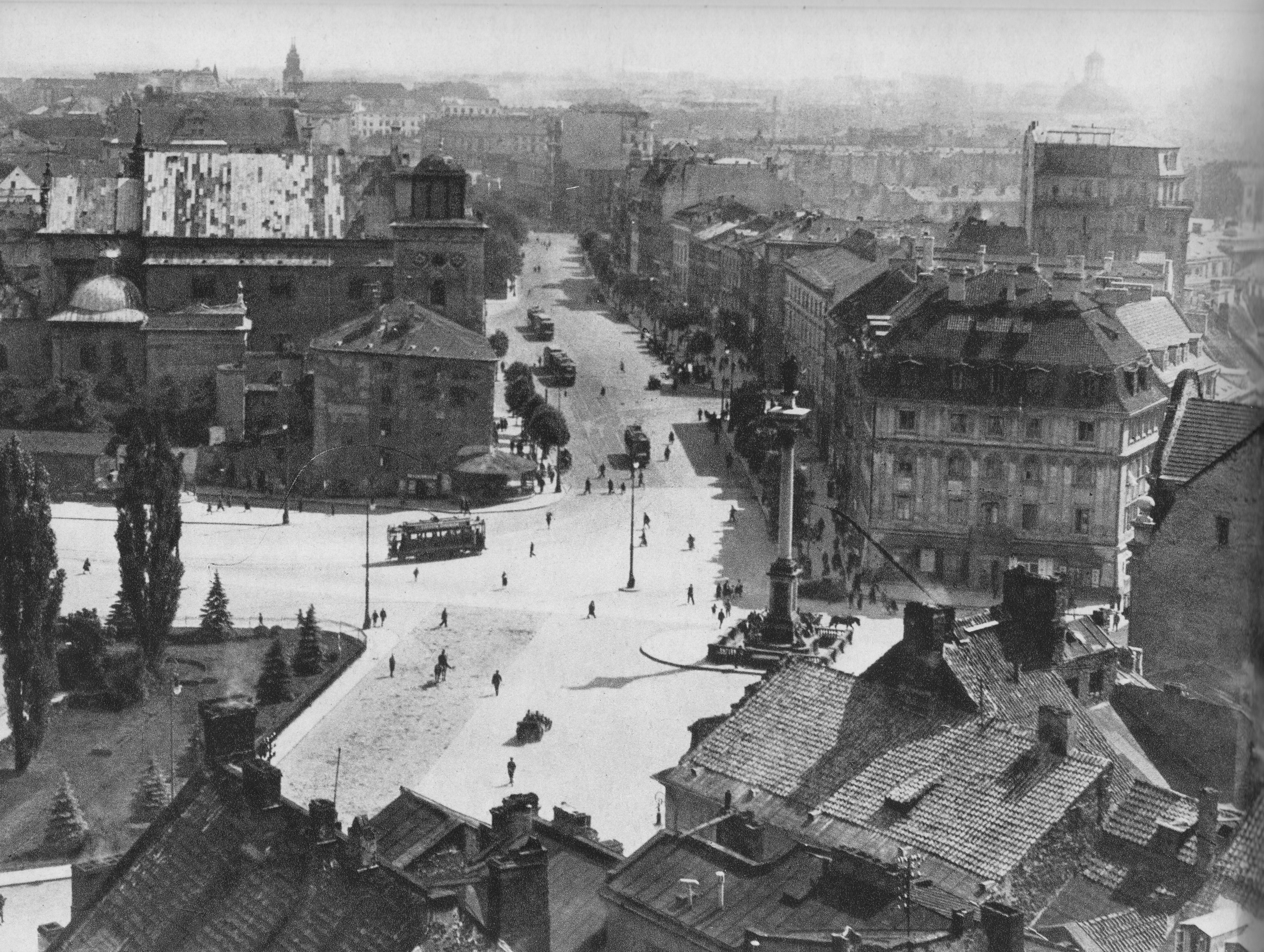
Plac w okresie międzywojennym

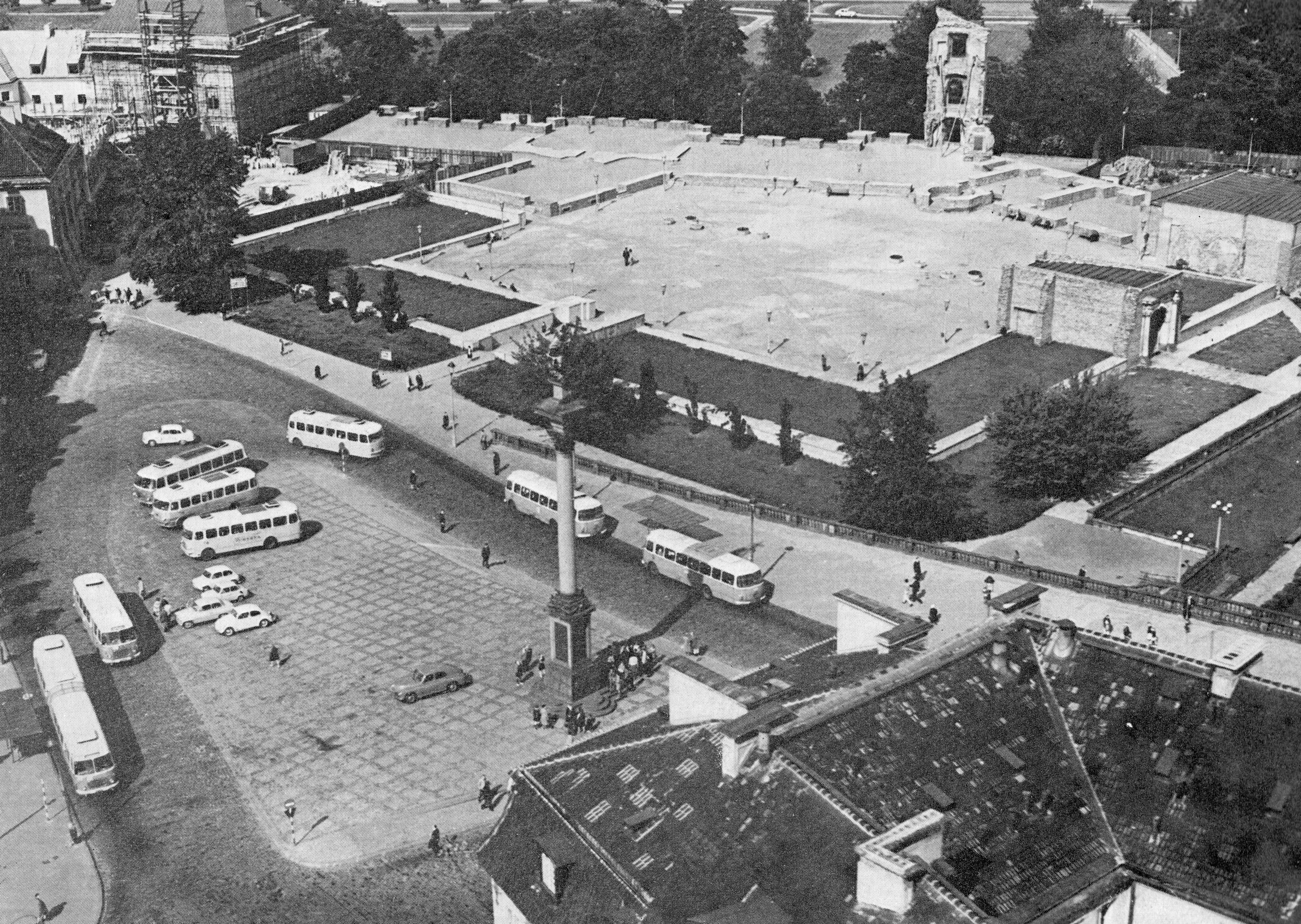
Plac przed odbudową Zamku Królewskiego

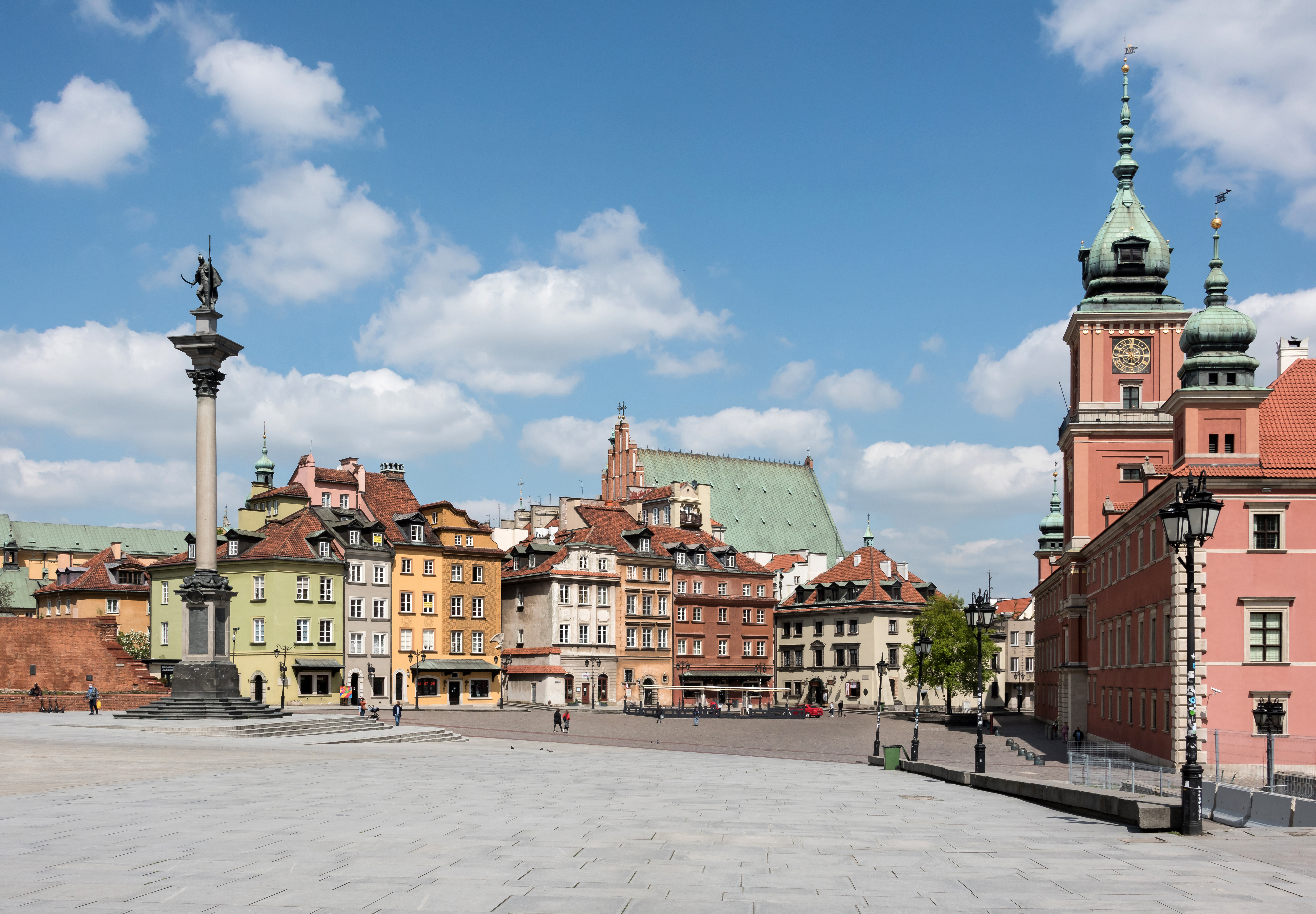
Plac Zamkowy, 2020

Plac Zamkowy – plac w dzielnicy Śródmieście w Warszawie, położony pomiędzy wylotami ulic: Krakowskiego Przedmieścia, Senatorskiej, Podwala i Świętojańskiej.
Został wytyczony w latach 1818–1821 według projektu Jakuba Kubickiego. Zabudowa placu została zniszczona w 1939 i 1944. Został odbudowany w latach 1949–1958 w jednolitym stylu architektonicznym.
Wschodnią pierzeję placu stanowi fasada Zamku Królewskiego. Na placu zaczyna się Trakt Królewski.

## Historia
W 1644 za murami Starej Warszawy, przed Bramą Krakowską, wzniesiono kolumnę Zygmunta III Wazy, wokół której powstał niewielki plac. Plac Zamkowy powstał w latach 1818–1821 według projektu Jakuba Kubickiego w wyniku wyburzenia zabudowań gospodarczych Zamku Królewskiego (już nie pełniącego wówczas funkcji siedziby władcy), Bramy Krakowskiej oraz kilku kamienic. Znajduje się w miejscu dawnego dziedzińca przedniego zamku i terenu znajdującego się przy Bramie Krakowskiej. Teren ten od przedmieścia Czerskiego (obecnie ul. Krakowskie Przedmieście) i placu Bernardyńskiego był odgrodzony murem miejskim. Do muru od strony Zamku Królewskiego przylegały budynki zamkowe, a od strony placu – budynki mieszkalne.  
Południowo-wschodnią pierzeję przyszłego placu, od strony skarpy, wypełniały kościół św. Klary i klasztor bernardynek (siedziba m.in. warszawskiego Konserwatorium), wzniesione na przełomie XVI i XVII wieku, oraz kamienica. W 1844 zabudowa ta została wyburzona, aby zrobić miejsce dla nowego zjazdu do Wisły ulicą Nowy Zjazd, biegnącą wiaduktem Pancera początkowo w kierunku ulicy Dobrej, a od 1864 do nowego stałego mostu Kierbedzia przez Wisłę.
9 maja 1794 przed kościołem św. Anny został powieszony skazany na karę śmierci targowiczanin biskup inflancki Józef Kazimierz Kossakowski. Wieczorem 15 sierpnia 1831 na placu powieszono wywleczonych z Zamku Królewskiego generałów: Ludwika Bukowskiego i Antoniego Jankowskiego oraz kilka innych osób. 22 sierpnia rozstrzelano tam trzy osoby biorące udział w samosądach.
27 lutego 1861 na placu od kul rosyjskich padło pięciu poległych, a 8 kwietnia 1861 pięć rot piechoty i dwa szwadrony jazdy rosyjskiej (ok. 1300 żołnierzy), dowodzone przez generała Stiepana Aleksandrowicza Chrulewa dokonały krwawej masakry ludności cywilnej Warszawy, w wyniku której zginęło ponad 100 osób.
15 listopada 1920 na placu miało miejsce uroczyste wręczenie buławy marszałkowskiej pierwszemu marszałkowi Polski, Józefowi Piłsudskiemu.
Podczas przewrotu majowego, 12 maja 1926 ok. 18.30, na placu doszło do starcia pomiędzy oddziałami wiernymi rządowi Wincentego Witosa a zamachowcami. Walka z wykorzystaniem ustawionego na placu działa i dwóch samochodów pancernych zakończyła się po kilkunastu minutach z ofiarami po obu stronach, po czym wojska rządowe wycofały się.
Zabudowa placu, która poważnie ucierpiała już podczas obrony Warszawy w 1939, została zniszczona podczas powstania warszawskiego i przed wycofaniem się okupacyjnych wojsk niemieckich.
W 1948 pod placem zbudowano tunel Trasy W-Z, który zastąpił rozebrany w lutym tego samego roku wiaduktu Pancera. W 1949 plac został połączony z Trasą schodami ruchomymi wyprodukowanymi przez moskiewskie przedsiębiorstwo „Metrostroj”. Plac został wyłożony grubą kostką granitową przeniesioną z placu Grzybowskiego. Przez wiele lat pełnił on funkcję parkingu samochodowego i krańcowego przystanku dla wielu linii autobusowych.
W latach 1963–1970 pod nr 10 wzniesiono tzw. kamienicę Kościelskich Bis, co stanowiło próbę wprowadzenia nowoczesnej architektury na Stare Miasto. Do numeracji placu przypisany jest także pałac Pod Blachą. We wschodniej pierzei placu stoi bryła zrekonstruowanego po zniszczeniach II wojny światowej w latach 1971–1984 Zamku Królewskiego.
W 1977 w celu wyrównania różnicy poziomów między wylotami ulic: Krakowskiego Przedmieścia, Podwala, Piwnej i Świętojańskiej oraz odbudowywanym zamkiem plac przy zamku został obniżony według projektu Jana Bogusławskiego o 0,5 do 1,5 metra. To spowodowało m.in. konieczność uzupełnienia podstawy Kolumny Zygmunta III Wazy dodatkowymi stopniami z granitu i dodania kamiennego cokołu kamienicy Kościelskich. Przebudowa placu umożliwiła także przeprowadzenie kompleksowych prac archeologicznych. W ich wyniku ustalono przebieg murów obronnych i fosy w rejonie placu, a w 1983 udostępniono relikty gotyckiego mostu przedbramia Bramy Krakowskiej. Ceglany most jest wsparty na dwóch ostrołukowych filarowych arkadach. W wyniku prac odnaleziono także wiele wartościowych wyrobów ceramicznych. Na placu ułożono pasy z cegły klinkierowej pokazujące dawny przebieg podwójnej linii murów obronnych. 
W czasie stanu wojennego na placu doszło do brutalnej akcji rozpędzenia przez ZOMO manifestacji 3 maja 1982. W tym samym miejscu 10 lipca 1997 prezydent Stanów Zjednoczonych Bill Clinton wygłosił przemówienie z okazji ogłoszonego dwa dni wcześniej zaproszenia Polski, Czech i Węgier do uczestnictwa w NATO.

## Ważniejsze obiekty
- Kamienica Johna
- Kolumna Zygmunta III Wazy
- Mury obronne
- Kamienica Pod Pelikanem
- Pałac Pod Blachą
- Zamek Królewski w Warszawie
- Kamienica Kościelskich (Mansjonaria)

## Obiekty nieistniejące
- Brama Krakowska
- Kościół Bernardynek w Warszawie
- Wiadukt Pancera

## Upamiętnienie
- Widok placu Zamkowego przedstawiono na znaczku Poczty Polskiej wydanym w piątej części serii Stolice państw Unii Europejskiej[30].